# ویدا صمدزی
ویدا صمدزی (زاده ۲۲ فوریه ۱۹۷۸) دختر شایسته افغانستان در سال ۲۰۰۳ است. او نخستین زن افغان است که از سال ۱۹۷۴ به این سوی، در یک جشنواره زیبایی بین‌المللی شرکت کرده‌است. او هم‌اکنون در آمریکا اقامت دارد.
صمدزی در سال ۲۰۰۳ به نمایندگی از کشور افغانستان در مسابقه دوشیزه زمین در فیلیپین شرکت کرد. حضور او در مانیل که در بخشی از مسابقه با لباس شنای دوتکه سرخ رنگ همراه بود، باعث برانگیختن حساسیت‌های بسیار در افغانستان شد. درحالی‌که صمدزی عنوان می‌داشت که سفارت افغانستان در واشینگتن، او را برای شرکت در مسابقه دوشیزه زمین، معرفی کرده‌است، وزیر وقت زنان افغانستان با انتقاد از او، صمدزی را نماینده زنان کشورش ندانست. صمدزی پس از زهره داود دومین دختر اهل افغانستان است که به نمایندگی از کشورش در چنین مسابقاتی شرکت کرده‌است.

## زندگی‌نامه
صمدزی در سال ۱۹۷۸ در کابل در یک خانواده پشتون زاده شد. او در سال ۱۹۹۲ به همراه خانواده‌اش به پاکستان رفت. پس از آن به تنهایی به هند رفت و در سال ۱۹۹۶ به آمریکا مهاجرت کرد. تعدادی از خویشاوندان ویدا در آن زمان در آمریکا اقامت داشتند. صمدزی در گفت‌وگویی اظهار داشته‌است که پس از سه بار حضور، دیگر در مسابقات زیبایی شرکت نخواهد کرد. او همچنین در این گفتگو خود را یک مسلمان همیشگی دانسته‌است. او تحصیل‌کرده رشته تبلیغات و ارتباطات گفتاری از دانشگاه ایالتی کالیفرنیا است.